# Bí mật

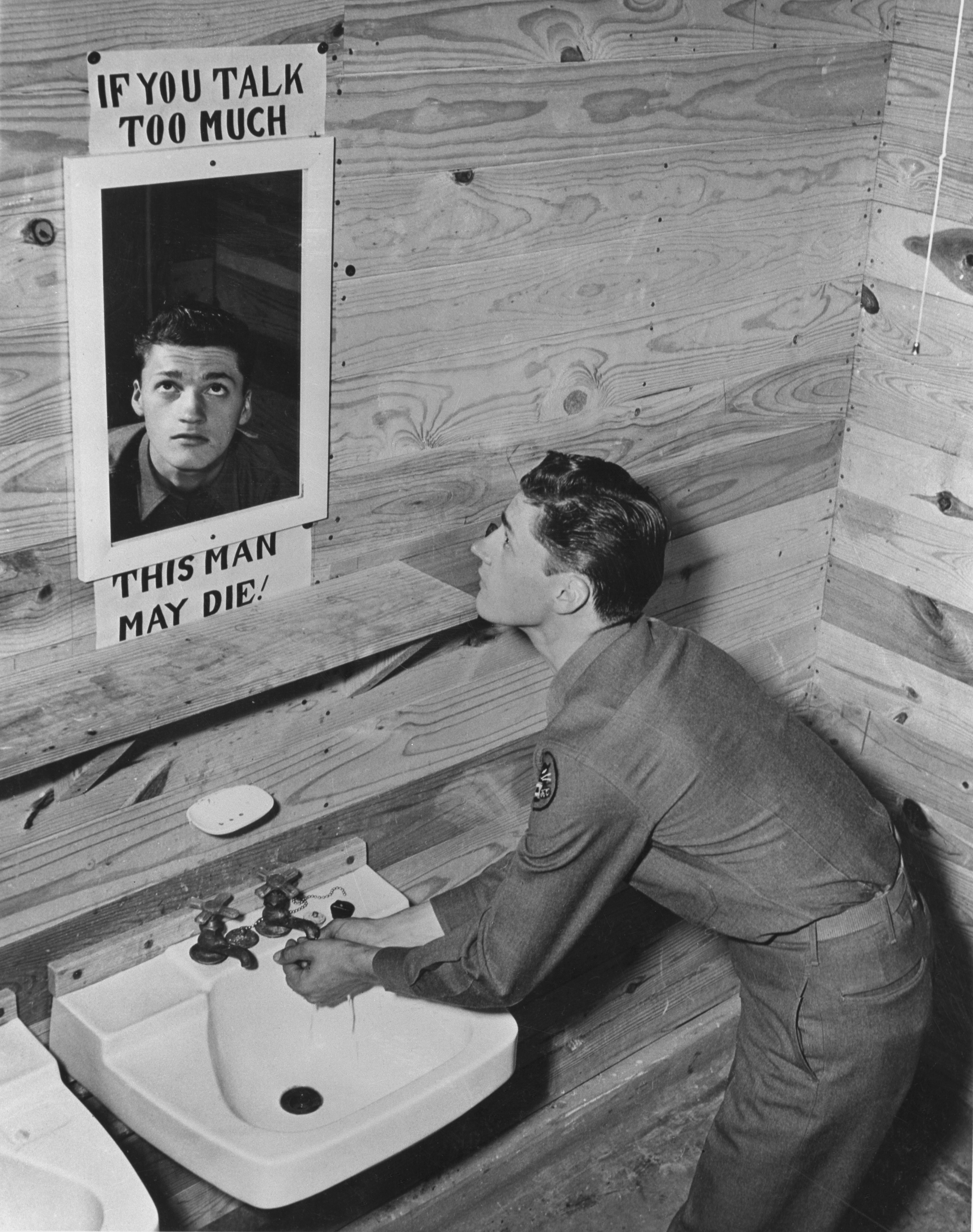
Bí mật đôi khi được coi là quan trọng đến mức sống hoặc chết. Lính Mỹ ở trại lính trong Thế chiến II.

Bí mật là thực hành che giấu thông tin từ một số cá nhân hoặc nhóm không có "nhu cầu cần biết", có thể trong khi lại chia sẻ thông tin đó với các cá nhân khác. Thứ được giữ kín được gọi là bí mật.
Bí mật thường gây tranh cãi, tùy thuộc vào nội dung hoặc bản chất của bí mật, nhóm hoặc người giữ bí mật và động lực để giữ bí mật.
Bí mật của các thực thể chính phủ thường được coi là cái gì đó quá mức hoặc thúc đẩy sự hoạt động kém cỏi của hệ thống; tiết lộ quá mức về thông tin về các cá nhân có thể mâu thuẫn với quyền riêng tư và bảo mật. Nó thường tương phản với sự minh bạch xã hội.
Bảo mật có thể tồn tại theo một số cách khác nhau: mã hóa thường hoặc mã hóa công nghiệp (trong đó các chiến lược toán học và kỹ thuật được sử dụng để che giấu tin nhắn), bí mật thực sự (nơi các hạn chế được đặt ra cho những người tham gia tin nhắn, chẳng hạn như thông qua thiết bị phân loại bảo mật của chính phủ)   và che mờ, ở đó các bí mật được đưa ra công khai ai cũng thấy, nhưng nội dung được ẩn giấu đằng sau ngôn ngữ bình thường một cách phức tạp (dùng biệt ngữ) hoặc kỹ thuật giấu thông tin.
Một phân loại khác được đề xuất bởi Claude Shannon vào năm 1948, có ba hệ thống bí mật trong giao tiếp:
1. Hệ thống che giấu, bao gồm các phương thức như mực vô hình, che giấu tin nhắn trong một văn bản vô tội hoặc trong mật mã giả, hoặc các phương pháp khác trong đó sự tồn tại của tin nhắn được che giấu khỏi kẻ thù
2. Hệ thống riêng tư, ví dụ, đảo ngược giọng nói, khi đó cần có thiết bị đặc biệt để khôi phục tin nhắn
3. Các hệ thống bảo mật bí mật thật sự, trong đó ý nghĩa của thông điệp được che giấu bởi cypher, mã hóa, v.v., mặc dù sự tồn tại của nó không bị che giấu và kẻ thù được cho là có bất kỳ thiết bị đặc biệt nào cần thiết để có thể chặn và ghi lại tín hiệu truyền đi